# アンフィトリテ (小惑星)
アンフィトリテ (29 Amphitrite) は小惑星帯（メインベルト）の小惑星の中でも比較的大きなものの一つ。古在由秀は小規模な小惑星族を代表する小惑星としている。
1854年4月1日にアルベルト・マルトによってロンドンのリージェンツ・パークにあったジョージ・ビショップ天文台で発見された。これは彼の発見した唯一の小惑星である。
ギリシア神話の女神、アムピトリーテーから名付けられた。
アンフィトリテによる恒星の掩蔽が観測された際のデータから、衛星を保有するのではないかと考えられている。